# Marguerite của Pháp, Vương hậu Anh
Marguerite của Pháp (tiếng Pháp: Marguerite de France; khoảng 1279 – 14 tháng 2 năm 1318), còn được viết là Margaret trong tiếng Anh, là vương hậu Anh với tư cách là vợ thứ hai của Vua Edward I.

## Hậu duệ
Tổng cộng, Margaret sinh được ba người con:
- Thomas xứ Brotherton, Bá tước xứ Norfolk (1 tháng 6 năm 1300 - 4 tháng 8 năm 1338)[2]
- Edmund xứ Woodstock, Bá tước xứ Kent (5 tháng 8 năm 1301 - 19 tháng 3 năm 1330)[2]
- Eleanor (4 tháng 5 năm 1306 – 1311)[2] Qua đời tại Tu viện Amesbury, chôn cất tại Tu viện Beaulieu.